# Benguiat
ITC Benguiat is een decoratief lettertype met schreven ontworpen door Ed Benguiat en uitgegeven in 1978 door de International Typeface Corporation (ITC).

## Ontwerp
Het ontwerp is lichtjes gebaseerd op lettertypen uit de art-nouveau-periode, maar heeft geen uitgesproken historisch model.
Benguiat volgt een typisch ITC-design, door een extreem grote x-hoogte, gecombineerd met meerdere breedtes en zwaartes.
De lettertypefamilie bestaat uit 3 zwaartes met ieder 2 breedtes, en met bijbehorende cursief.
Het wordt door Bitstream ook verkocht onder de naam 'Revival 832'.

### ITC Benguiat Pro
Dit is een versie uitgegeven in september 2008, en bevat karaktersets voor Centraal-Europese en Oost-Europese landen.

### ITC Benguiat Gothic
Het lettertype Benguiat Gothic is een schreefloze variant van deze familie.